# Mitarashi-dango
Mitarashi dango (みたらし団子、御手洗団子) est un type de boulettes dango, enfilées sur brochettes par groupes de trois à cinq (traditionnellement cinq), et couvertes de sauce soja sucrée. Les mitarashi dango sont reconnaissables à leur glaçage brillant et à leur odeur légèrement brûlée.
Il ne faut pas les confondre avec les midarashi dango (みだらしだんご) produites près de Hida, dans la préfecture de Gifu.
Le nom mitarashi dango est considéré comme étant lié au Mitarashi matsuri (御手洗祭) (festival) du sanctuaire Shimogamo de Kyōto. Le terme mitarashi (御手洗) désigne un point d'eau servant aux ablutions purificatrices rituelles, des mains et de la bouche, à l'entrée de certains temples japonais shintoïstes ou bouddhistes.
À l'origine, les fidèles participants au festival confectionnaient ces dango comme offrandes pour le temple. Un ensemble de dix brochettes de bambous, comportant chacune cinq dango, étaient alors réparties en éventail.
Il y a deux théories quant à l'origine du nombre traditionnel de cinq dango par brochette :
- la première théorie fait référence à une légende relatant la visite de l'empereur Go-Daigo au sanctuaire Shimogamo à l'époque de Kamakura. Au moment où il se serait apprêté à puiser de l'eau à l'étang nommé Mitarashi no ike (御手洗池?)  au sein du bois sacré Tadasu no mori, une grosse bulle suivie de quatre bulles plus petites en auraient alors surgi ;
- la seconde théorie indique que les dango étaient vendus comme la spécialité locale dans les établissements bordant le lieu du festival (la maison de thé Kamo mitarashi chaya (加茂みたらし茶屋?) se réclame le lieu d'origine des mitarashi dango). Les cinq boulettes sont censées refléter le corps humain. La première dango, un peu plus épaisse, représenterait la tête, et les quatre suivantes les bras et les jambes.

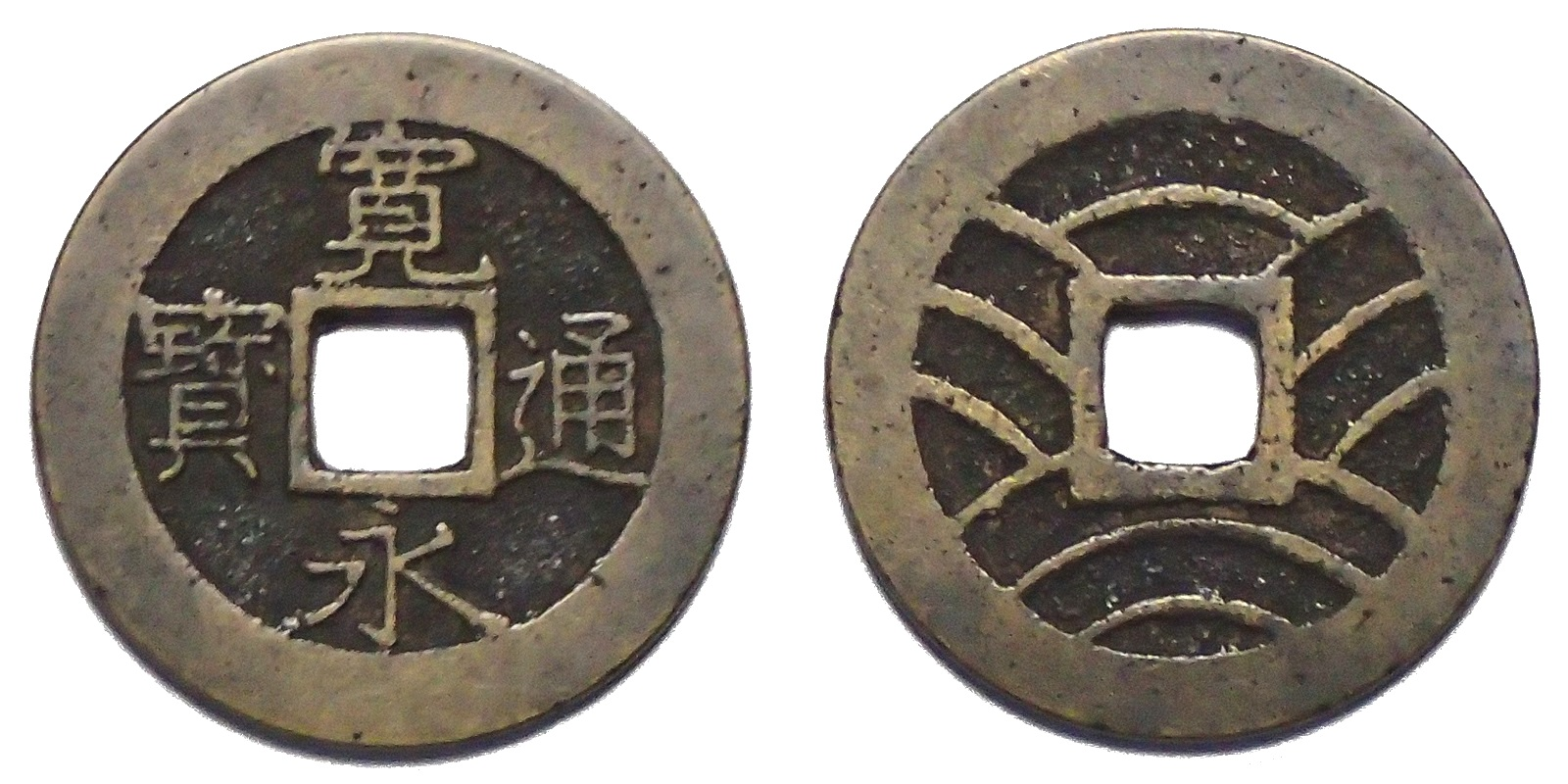
Une pièce Kan'ei tsūhō d'une valeur de 4 mon.

Dans la région du Kantō les brochettes ne comportent souvent que quatre dango. Une théorie suggère que cela serait lié à l'usage dans le passé des pièces de 4 mon (四文銭, shimonsen), chaque dango de la brochette valant ainsi 1 mon.
Ce type de dango est désormais vendu dans les combini et les supermarchés au Japon. Cependant, ces versions sont plus sucrées que la recette originale afin d'en augmenter leur durée de conservation.